# Pentachondra dehiscens
Pentachondra dehiscens är en ljungväxtart som beskrevs av Cherry. Pentachondra dehiscens ingår i släktet Pentachondra och familjen ljungväxter. Inga underarter finns listade i Catalogue of Life.